# 도영운수
도영운수(道永運輸)는 인천광역시의 시내버스 회사로서, 차고지 및 사무실은 인천광역시 연수구 먼우금로 19 (동춘동)에 있다. 523,65-1번 차고지는 동춘동이다.

## 주요 연혁
- 1996년: 인천광역시 연수구 옥련동 531에서 대연수교통 주식회사로 설립, 송도버스의 마을버스 3-1번 노선을 인수하여 운영하였다.
- 2000년 4월 25일: 인천시내버스 2차 적자노선 운영을 위해 서해운수와 컨소시엄으로 인천여객 설립.
- 2001년 11월 10일: 본사를 현 위치인 동춘동 943으로 이전.
- 2001년 12월 1일: 경향여객의 35번(연수구 동춘동-석바위-부평역-효성동)시내버스 노선을 인수하였고, 사명을 도영운수 로 변경하였다.
- 2004년 1월 2일: 인천여객으로부터 65번 시내버스를 인수하여 운행하였다.
- 2006년 : 65-1번 시내버스 노선을 신설개통 하였다.
- 2009년 1월 30일: 인천시내버스 준공영제 시행과 더불어 35번 시내버스 노선을 효성동 2번 종점에서 청천동 새마을금고로 노선을 단축하였다.
- 2016년 7월 30일: 인천시내버스 노선개편에 따라 68번, 523-1번 시내버스 노선을 신설개통하고, 35,65,65-1,523번 노선이 변경되었다.
- 2018년 5월 26일: 35번 시내버스 노선이 면허시험장으로 변경되어 운행하고 있다.
- 2020년 12월 31일: 35번 시내버스 노선이 인천시내버스 대개편으로 기점이 동춘동차고지에서 무지개아파트로 기점이 변경하였다.

## 운행 노선

### 간선버스
| 운행노선 | 운행구간                 | 운행구간 | 운행구간           | 배차간격 (분) | 인가 대수 | 비고                                          |
| -------- | ------------------------ | -------- | ------------------ | ------------- | --------- | --------------------------------------------- |
| 35번     | 무지개아파트(동남아파트) | ↔        | 청천푸르지오아파트 | 15 - 17       | 15        | 2001년 12월 경향여객운수로부터 양도받은 노선. |
| 55번     | 동막역(3번출구)          | ↔        | 주안역             | 20            | 7         | 구 525번                                      |
| 65번     | 무지개아파트(동남아파트) | ↔        | 주안역환승정류장   | 16 - 21       | 7         | 2004년에 인천여객으로부터 양도받은 노선.      |
| 65-1번   | 무지개아파트(동남아파트) | ↔        | 주안역환승정류장   | 15 - 19       | 8         |                                               |

### 지선버스
| 운행노선 | 운행구간                 | 운행구간 | 운행구간           | 배차간격 (분) | 인가 대수 | 비고    |
| -------- | ------------------------ | -------- | ------------------ | ------------- | --------- | ------- |
| 순환46번 | 무지개아파트(동남아파트) | ↔        | 인천대학교공과대학 | 19 - 27       | 6         | 구 98번 |
| 523번    | 무지개아파트(동남아파트) | ↔        | 인명여고           | 11 - 12       | 13        |         |

## 보유 차량
| 제조사     | 차명               | 비고 |
| ---------- | ------------------ | ---- |
| 현대자동차 | 그린시티           |      |
| 현대자동차 | 뉴 슈퍼 에어로시티 |      |